# 贫困女性化

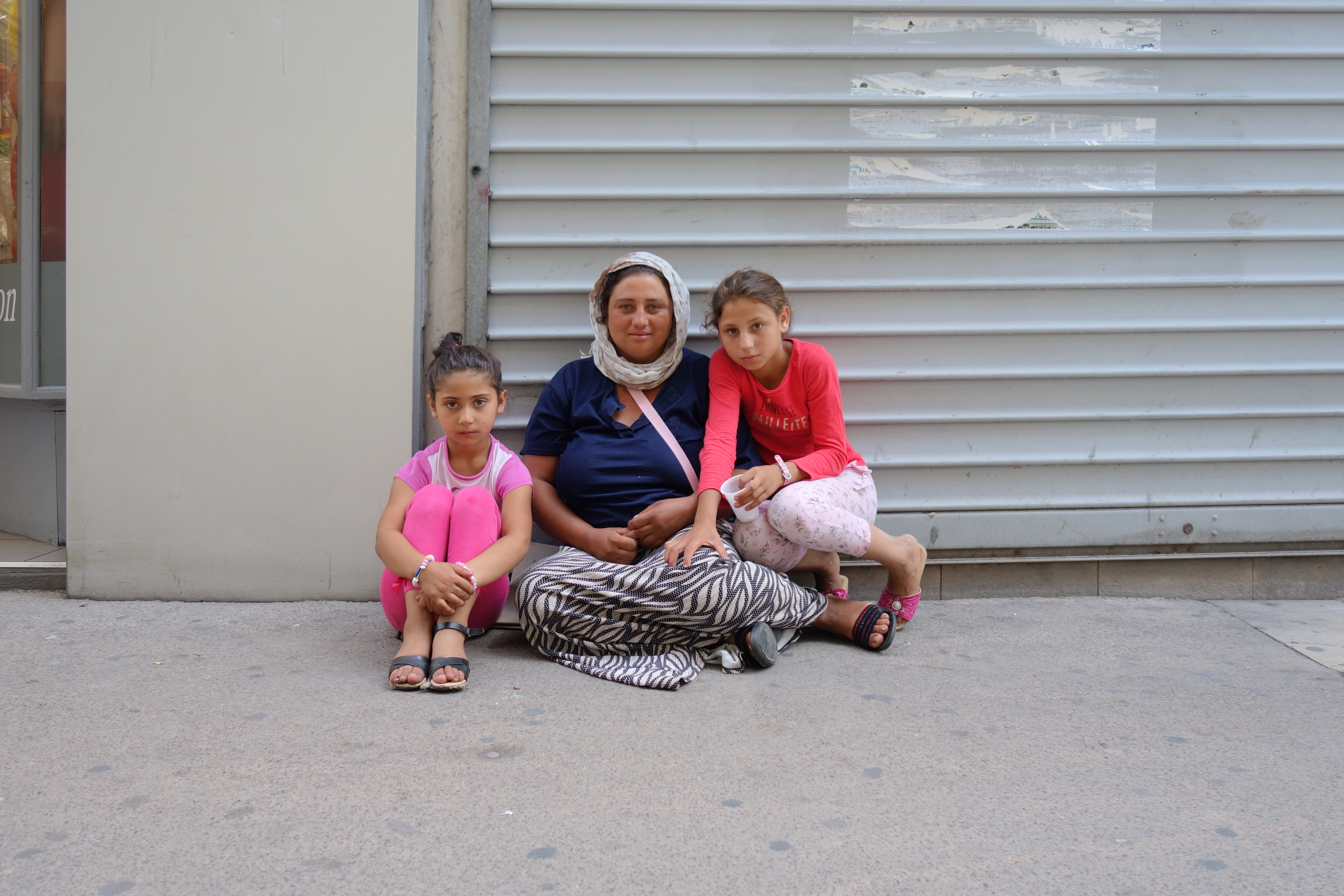
绝对贫穷和贫穷人口中女性占约55%至60%

贫困女性化（英语：Feminization of poverty），也称贫穷女性化，是指贫困上的性别不平等。 妇女所遭受的贫困与男性不同。绝对贫穷和贫穷人口中女性占多数。不同的研究估计，约有55%至60%的穷人是妇女。此外，使两性平等这一问题更加复杂的社会、文化和宗教因素使因贫困而出现的各种现象更加恶化。对妇女和女孩造成不同影响的另一种贫困现象是不安全的环境。在各种社会，性暴力，使户外活动对妇女来说十分危险。 据2020年估计，2019冠状病毒病（COVID-19）疫情使极端贫困人口增加1.19亿至1.24亿，其中一半以上是妇女和女童，约60%生活在南亚。

## 定义
贫困女性化的概念虽然聚焦女性的贫困状况，但它仍然是与男性相比较而产生的。例如，如果一个社会中男性的贫困状况明显下降，而女性贫困状况的改善低于男性，一般则认定这个社会存在贫困女性化或女性贫困化的现象。具体而言，梅代鲁斯（Medeiros）于2008年为贫困女性化提出了两种定义：
1. 女性和女性总体贫困水平差异的增加。也就是说，在一个社会中，如果女性群体的贫困水平比男性群体上升更快，即可认为存在贫困女性化的现象。
2. 如果女户主家庭比男户主家庭以及配偶家庭的贫困水平高，则可认为存在贫困女性化的现象。

## 历史

### 词汇由来
“Feminization of poverty”这一词据说由戴安娜·皮尔斯（Diana Pearce）于1978年提出。皮尔斯于1950至1970年美国的就业数据，研究了美国社会再就业和收入方面的性别不平等问题，提出“尽管美国妇女的就业有所改善，但是美国16岁以上的穷人中有三分之二是妇女”的观点。

### 第四次世界妇女大会

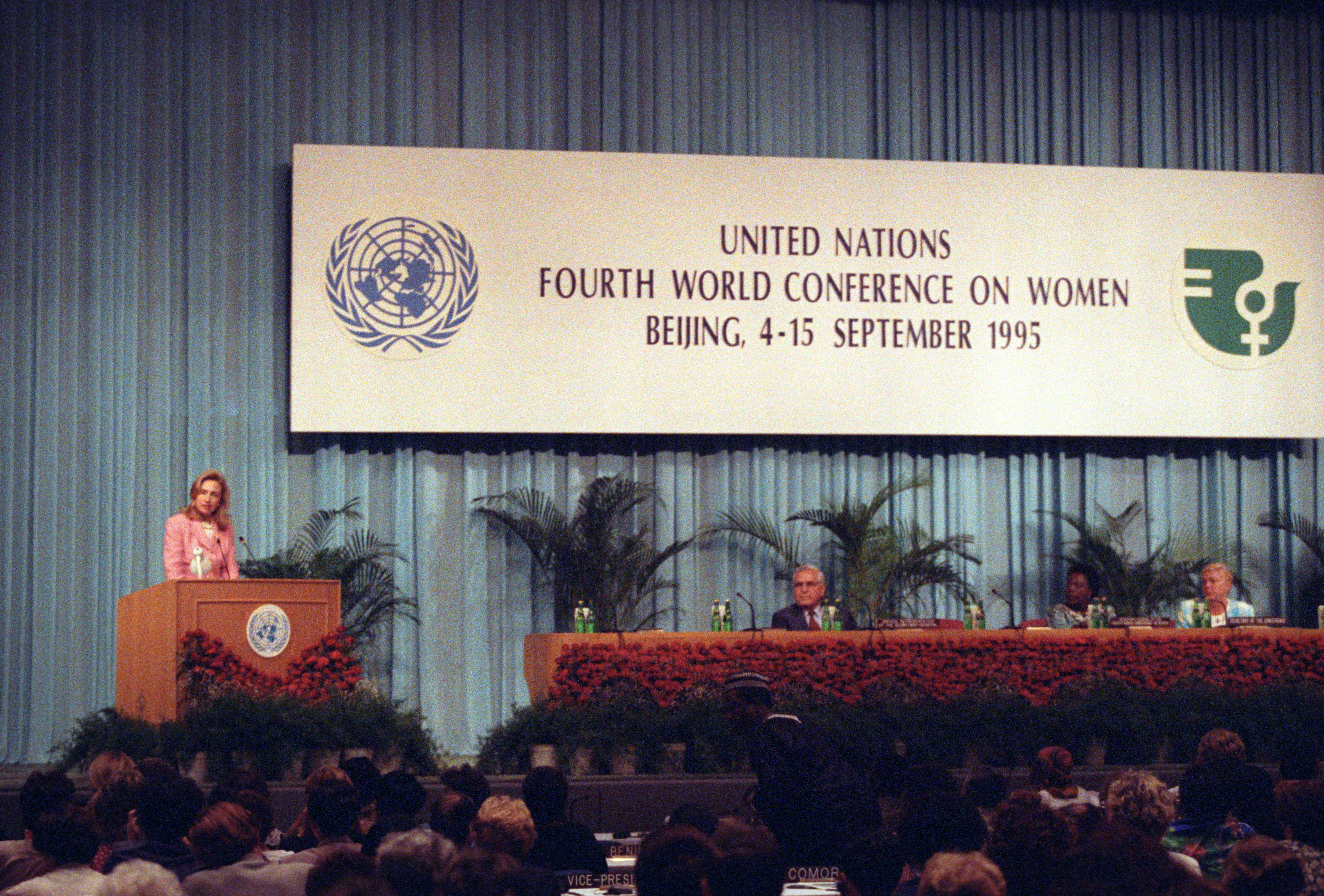
美国第一夫人希拉里·克林顿在本届世妇会上演讲

于1995年9月4日至15日，在中国北京举行的第四次世界妇女大会上通过了《北京宣言》和《行动纲要》。该宣言确认源于国家和国际范围的贫穷日增，影响到世界上大多数人民、尤其是妇女和儿童的生活。所以缔约国决心要促进妇女经济独立，并通过经济结构的变革针对贫穷的结构性原因，以消除妇女持续且日益沉重的贫穷负担，确保所有妇女能平等地获得生产资源、机会和公共服务。该纲要的宗旨在于一视同仁的改善所有妇女的处境。

## 2019冠状病毒病疫情的影响
于2021年7月举行的第76届联合国大会会议里，联合国秘书长提交了《联合国第三个消除贫困十年(2018-2027)的执行情况》的秘书长报告。报告里提到COVID-19 疫情加剧了实现可持续发展目标方面原已存在的障碍，包括结构性不平等问题。这场疫情使世界各地的卫生系统不堪重负，并对基本医疗保健服务造成严重干扰；迫使学校、企业和工厂关闭，从而使数亿学生无法到校上课，影响到全球一半劳动力的生计；加剧失业现象，推升本已高企的债务水平；使社会保障系统面临前所未有的需求。这场疫情破坏了在落实《2030年议程》和第三个十年方面取得的进展。具体而言，到 2030 年消除贫困这一目标面临严峻挑战。极端贫困现象20年来首次增加。据估计，2020年，疫情使极端贫困人口增加1.19亿至1.24 亿，其中一半以上是妇女和女童，约 60%生活在南亚。

## 外部連結
妇女与贫穷（联合国妇女问题） （页面存档备份，存于）